# Oktagon 38
Oktagon 38 byl poslední MMA (mixed martial arts) turnaj pořádáný organizací Oktagon MMA v roce 2022. Turnaj se konal v pátek 30. prosince 2022 v pražské O2 aréně. Hlavním zápasem turnaje byl souboj o prozatímní titul v bantamové váze mezi českým bojovníkem Filipem Mackem a jeho americkým soupeřem Gustavem Lopezem (původním soupeřem Filipa Macka měl být současný šampion bantamové váhy Jonas Mågård, který se však zranil krátce před turnajem). Na turnaji Oktagon 38 měli bojovat i Karlos Vémola a Patrik Kincl o titul ve střední váze. Nicméně Karlos Vémola byl zhruba měsíc před konáním turnaje hospitalizován v nemocnici, souboj byl následně zrušen.
Bonus za Tipsport výkon večera získal Jorick Montagnac za TKO v zápase polotěžkých vah proti Danielu Škvorovi. 

## Místo konání
Galavečer Oktagon 38 zavítal do největší arény v České republice.
| Praha                     | Praha Praha, Česko |
| ------------------------- | ------------------ |
| O2 Arena Kapacita: 20 000 | Praha Praha, Česko |
|                           | Praha Praha, Česko |

## Fightcard a výsledky
| Hlavní karta                    | Hlavní karta     | Hlavní karta     | Hlavní karta  | Hlavní karta    | Hlavní karta | Hlavní karta | Hlavní karta |
| Typ zápasu                      | Váhová kategorie | Vítěz            | Poražený      | Metoda ukončení | Počet kol    | Čas          | Poznámky     |
| ------------------------------- | ---------------- | ---------------- | ------------- | --------------- | ------------ | ------------ | ------------ |
| Oktagon MMA Interim Title Fight | Bantamová        | Gustavo Lopez    | Filip Macek   | SUB             | 1            | 4:44         | [ 4 ]        |
| Underground                     | 71 kg            | Losene Keita     | Milan Paleš   | DEC             | 4            | 3:00         | [ 5 ]        |
| Oktagon MMA                     | Velterová        | Alex Lohoré      | Matúš Juráček | KO              | 3            | 0:16         | [ 6 ]        |
| Oktagon MMA                     | Lehká            | Matouš Kohout    | Jan Malach    | DEC             | 3            | 5:00         | [ 7 ]        |
| Oktagon MMA                     | Polotěžká        | Jorick Montagnac | Daniel Škvor  | TKO             | 1            | 0:38         | [ 8 ]        |
| Box                             | 86 kg            | Václav Mikulášek | Gábor Boráros | DEC             | 4            | 3:00         | [ 9 ]        |

| PRELIMS karta | PRELIMS karta    | PRELIMS karta    | PRELIMS karta   | PRELIMS karta   | PRELIMS karta | PRELIMS karta | PRELIMS karta |
| Typ zápasu    | Váhová kategorie | Vítěz            | Poražený        | Metoda ukončení | Počet kol     | Čas           | Poznámky      |
| ------------- | ---------------- | ---------------- | --------------- | --------------- | ------------- | ------------- | ------------- |
| Oktagon MMA   | Pérová           | Ahmed Vila       | Jakub Dohnal    | DEC             | 3             | 5:00          | [ 10 ]        |
| Oktagon MMA   | Střední          | Matěj Peňáz      | Joel Dos Santos | KO              | 1             | 2:03          | [ 11 ]        |
| Oktagon MMA   | Velterová        | Max Handanagič   | David Jacobsson | DEC             | 3             | 5:00          | [ 12 ]        |
| Oktagon MMA   | Pérová           | Jaroslav Pokorný | Can Aslaner     | DEC             | 3             | 5:00          | [ 13 ]        |
| Oktagon MMA   | Střední          | Radovan Úškrt    | Ole Magnor      | KO              | 1             | 3:54          | [ 14 ]        |
| Oktagon MMA   | Catch - 74 kg    | Hassan Shaaban   | Martin Pipek    | DEC             | 3             | 5:00          | [ 15 ]        |